# Het museum van onze jaren
Het museum van onze jaren is een single van André van Duin. Het is afkomstig van zijn album Recht uit het hart. De single is opgenomen in de Wisseloordstudio's.
Het museum van onze jaren is een cover van 'Le mur de la prison d'en face' van Yves Duteil in een vertaling van Egbert Hartman
De B-kant Anders dan anderen is een lied geschreven door Van Duin en Jan Rietman, zijn muziekproducent en bandleider van eerdere jaren.
De Nederlandse Top 40, Single Top 100, BRT Top 30 en Vlaamse Ultratop 50 werden niet bereikt.